# 33 Horas Bar (DVD)
30 y Tr3s Horas Bar es el nombre del ballet de Eduardo Yedro. Una obra de música y danza que la banda chilena Los Tres realizó junto al Ballet de Santiago, en mayo de 2008. Las primeras presentaciones se realizaron en el Teatro Municipal de Santiago, sin embargo el 20 de diciembre de 2008 se llevaron a cabo en la Plaza de Armas de la capital, y al mes siguiente por varias ciudades del norte de Chile.
La obra fue filmada por Pascal Krumm, y puesta a la venta en calidad de DVD en junio de 2009. Su duración aproximada es de 1 hora 5 minutos, y repasa no sólo los grandes éxitos de Los Tres, sino también una gran cantidad de canciones poco frecuentes en sus recitales.

## Lista de canciones
1. **Intro Piano**
2. Nicanor
3. Un amor violento
4. Flores secas
5. Tírate
6. Largo
7. Quién es la que viene allí
8. **Unión piano**
9. Pancho
10. Claus
11. **Un amor violento (interludio)**
12. Pájaros de fuego
13. La negrita
14. Amores incompletos
15. El sueño de la hora más oscura
16. Hojas de té
17. **Final piano**
18. Hojas de té (versión extendida)

Curiosidades:
-En las presentaciones de junio de 2009, se agregaron cinco canciones al espectáculo (las cuales, por asuntos de fecha, no fueron incluidas en el DVD): “Déjate caer”, “He barrido el sol”, “Le tengo dicho a mi negra”, y dos boleros (cantados por María Esther Zamora y Pepe Fuentes). Además se incluyó nuevos personajes a la obra.
-En aquella fecha, la banda contó con la participación de la comediante Nathalie Nicloux, quien ofició de presentadora.